# Luis Aguilar
(Nume spaniole: primul, numele de familie al tatălui : Aguilar, al doilea, numele de familie al mamei: Manzo)
Luis Aguilar Manzo, mai cunoscut sub numele de Luis Aguilar, (n. 29 ianuarie 1918, Hermosillo, Sonora, Mexic – d. 24 octombrie 1997, Ciudad de México, Mexic) a fost un actor și cântăreț de muzică ranchera din epoca de aur a cinematografiei mexicane, cunoscut popular sub numele de El Gallo Giro, pentru filmul omonim în care a jucat.
A obținut mari succese în Cuba, Puerto Rico și America de Sud.
Printre cele mai cunoscute filme ale sale se numără : Haiducii din Rio Frio (film din 1956), Cielito Lindo (1957), Los chiflados del rock and roll (1957) și Tres tristes tigres (1961).  

## Biografie
Aguilar a studiat la Colegio Militar și a început o carieră ca inginer în armată. În curând a întrerupt-o și apoi a lucrat printre altele în „Secretaría de Hacienda y Crédito Público” (Departamentul agricol al Secretarului de proprietate și al creditului public) și în Mazatlán în calitate de prinzător de rechini. La începutul anilor 1940, s-a mutat în Mexico City, unde a jucat în 1944 în filmul Sota, Caballo y Rey. 
Ca și cântăreț de muzică ranchero, a înregistrat un număr de opt albume. Fiind cântăreț vocal, a cântat împreună cu El Mariachi México de Pepe Villa,  El Mariachi Jalisco, Trio Los Mexicanos, El Mariachi Pulido și  El Mariachi De Miguel Diaz.
Din 1957 a fost căsătorit cu actrița Rosario Gálvez într-o a doua căsătorie. De la începutul anilor 1980, el a apărut în mai multe telenovele.

## Filmografie selectivă
- 1942 Soy puro mexicano, regia Emilio Fernández
- 1944 Sota, caballo y rey, regia Robert Quigley
- 1946 La reina del trópico, regia Raúl de Anda
- 1947 Los cristeros, regia Raúl de Anda
- 1948 El gallo giro, regia Alberto Gout
- 1949 Tres hombres malos, regia Fernando Méndez
- 1950 Primero soy mexicano, regia Joaquín Pardavé
- 1952 La hija del Ministro, regia Rogelio A. González
- 1956 Haiducii din Rio Frio, regia Rogelio A. González
- 1956 Serenada mexicană (Serenata en México), regia Chano Urueta
- 1957 Pies de Gato, regia Rogelio A. González
- 1957 Cielito Lindo, regia Miguel M. Delgado
- 1958 Carabina 30-30, regia Miguel M. Delgado
- 1961 Juana Gallo, regia Miguel Zacarías
- 1961 Tres tristes tigres, regia Raúl Ruiz
- 1962 Contra viento y marea, regia Zacarías Gómez Urquiza
- 1963 Omul de hârtie (El hombre de papel), regia Ismael Rodríguez
- 1966 El fugitivo, regia Emilio Gómez Muriel
- 1966 Los gavilanes negros, regia Chano Urueta
- 1969 Duelo en El Dorado, regia René Cardona
- 1972 El ausente, regia Arturo Martínez
- 1974 Los galleros de Jalisco, regia Arturo Martínez
- 1975 Los tres compadres, regia Arturo Martínez
- 1987 Cacería humana, regia Valentín Trujillo
- 1997 En los cascos de un caballo, regia Julio Aldama Jr.
- 1997 El amarrador, neterminat